# Совершенно некстати
«Совершенно некстати» (фр. Comme un cheveu sur la soupe букв. "Как волос(ы) в супе", альтернативное название: «Как дерьмо в проруби») — французский кинофильм с Луи де Фюнесом в главной роли.

## Сюжет
Композитору Пьеру Кузену (Луи де Фюнес) не везёт во всём: публика не ценит его творчество, и успехом у женщин он тоже не пользуется. Как-то после разрыва с любимой девушкой Пьер решает свести счёты с жизнью и отправляется на берег реки, чтобы утопиться. Вдруг на его глазах в воду бросается ещё одна жертва обстоятельств — молодая девушка (Ноэль Адам). Пьеру приходится на время отказаться от своих планов. Он вытаскивает девушку из воды и отвозит её в больницу, а сам, не решаясь больше на самоубийство, отправляется на поиски наёмного убийцы. Но и с убийцами ему не везёт — один требует слишком высокую плату, а второй отказывается убивать композитора, поскольку является большим поклонником музыки. Помочь Пьеру вызывается странный незнакомец, сам предлагающий ему свою услугу за небольшую плату.
А тем временем судьба Пьера делает резкий поворот: спасённая им девушка по имени Каролина Клеман оказывается неудачливой певицей, и журналисты начинают разыскивать её спасителя, так как надеются хорошо заработать. Ведь не каждый день происходят такие совпадения — певица спасена композитором! Пьер и Каролина дают интервью, выступают на телевидении, Каролина исполняет его песни, слава наконец-то приходит к ним. Пьер наслаждается своей популярностью и больше не думает о смерти. Но отказавшиеся убийцы, вдруг узнав в популярном композиторе своего клиента, решают всё-таки помочь ему уйти из жизни и начинают преследовать его, надеясь хорошо заработать. Итак, трое наёмных убийц против одного жаждущего жизни, как никогда, композитора…

## Интересные факты
- Роль Каролины — актёрский дебют Ноэль Адам, изначально танцовщицы, обнаруженной режиссером в кабаре  La Nouvelle Ève[2]. Годом позже она снялась с Луи де Фюнесом в фильме «Не пойман — не вор». Следующий их совместный фильм — «Человек-оркестр» — снят спустя 12 лет.
- Первый фильм, в котором Луи де Фюнес играет главную роль. Это также одно из немногих мест, где мы видим, как он играет на фортепиано , инструменте, которым он в совершенстве овладел с 5-летнего возраста. Он также был пианистом в баре до своей актерской карьеры.
- За первую неделю в кинотеатрах фильм привлек больше зрителей, чем Сисси , вышедшая на экраны на предыдущей неделе, но успех очень быстро угас[2].